# ミューリネン家

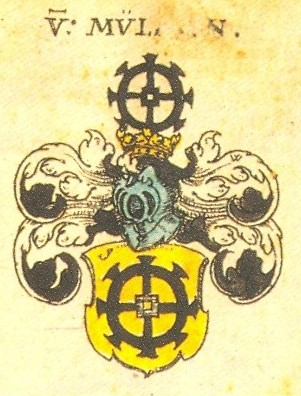
ミューリネン家の紋章

ミューリネン家（独: Familie von Mülinen）は、スイスのアールガウ州ミューリゲンの騎士の家系で、ハプスブルク朝で大臣を務めた家柄。15世紀からベルンの貴族に列しており、「ライヒスグラーフ・フォン・ミューリネン」（ドイツ語）の称号を授けられた者もいた。2008年に男系は廃絶した。

## 歴史

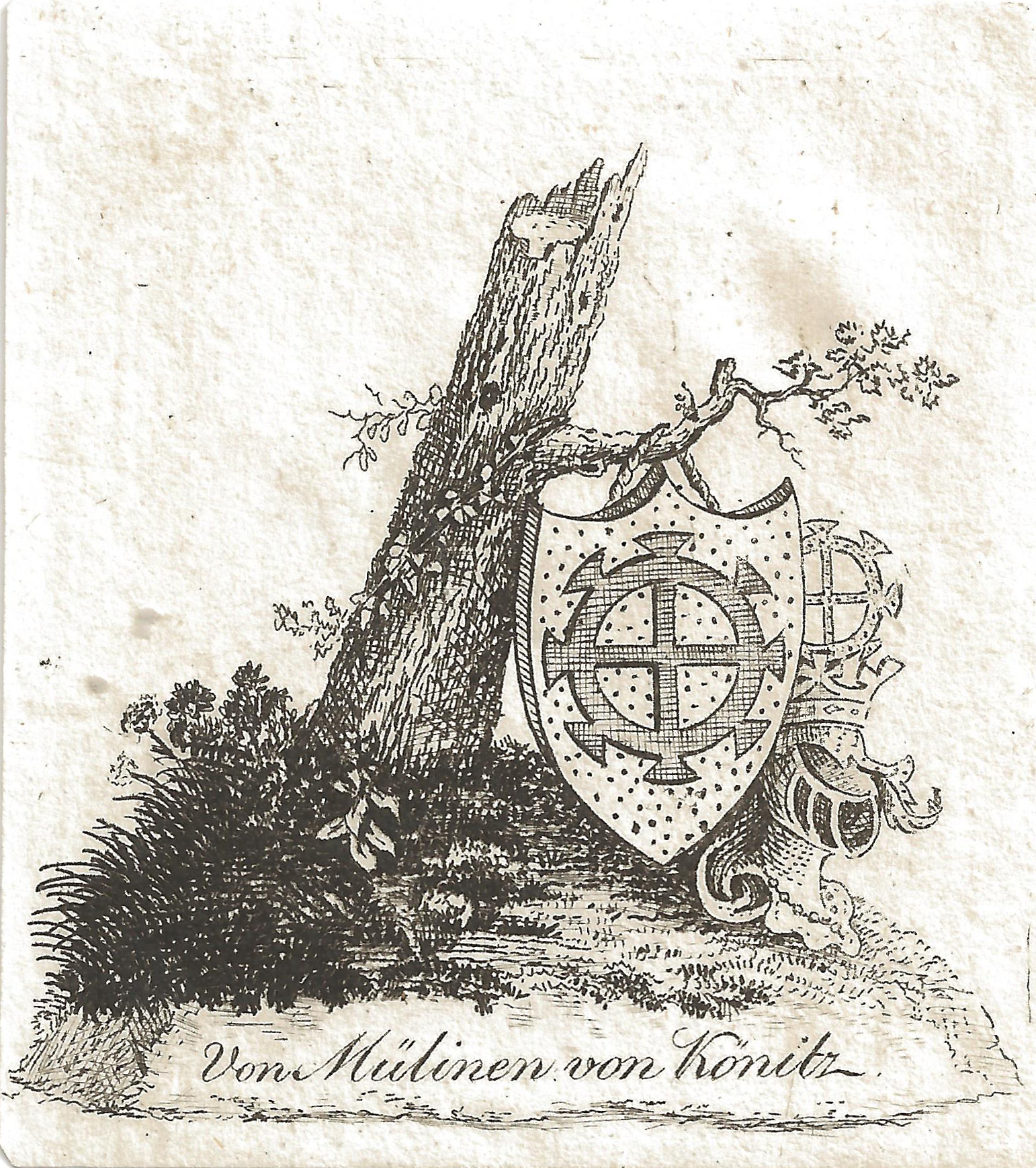
ベアト・エマニュエルの蔵書票

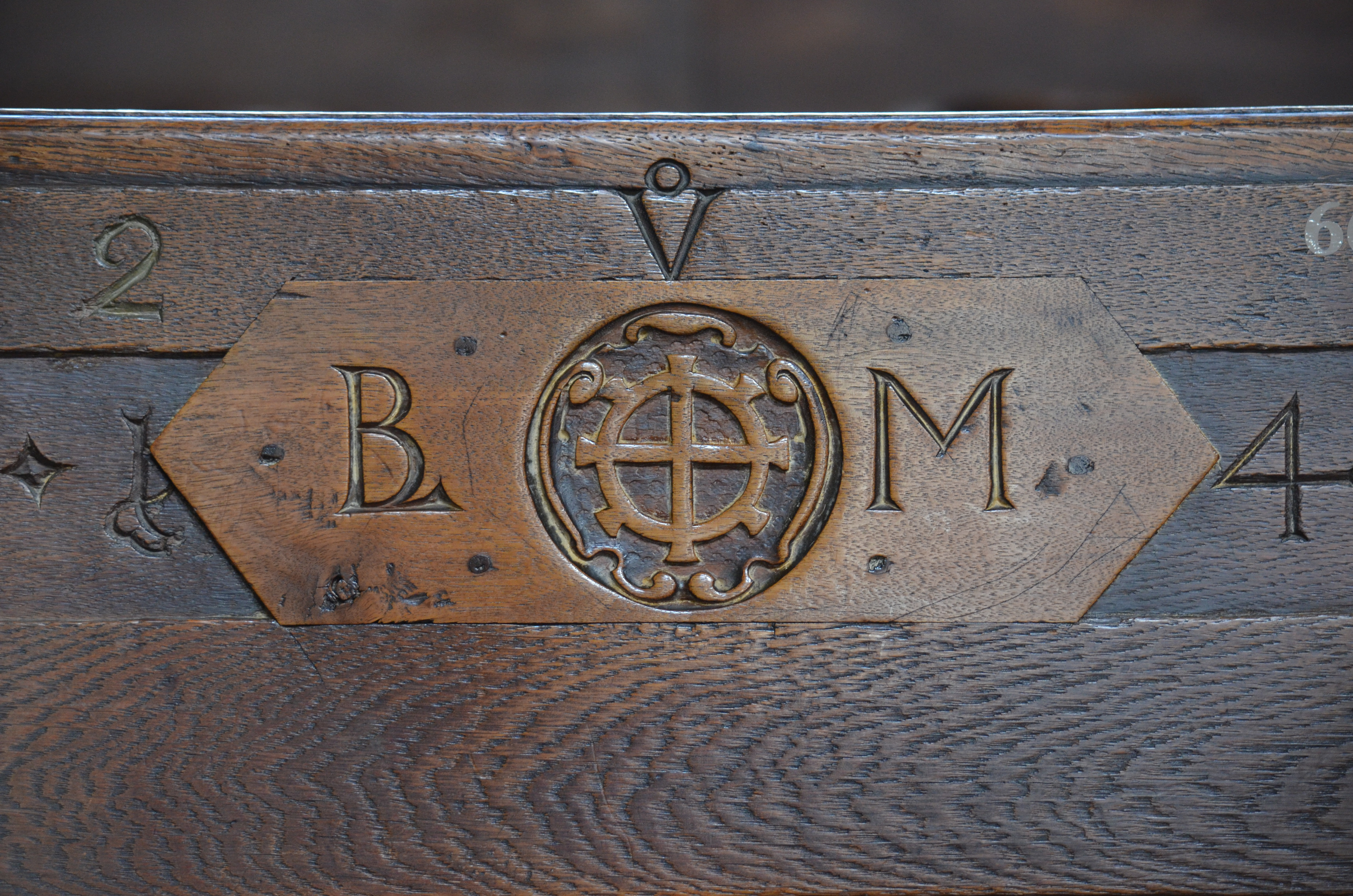
ベルン大聖堂のベアト・ルートヴィクの標章

最も古く名を残しているのは、ペーター・フォン・ミューリネン（1287年没）で、ブルックの領主だった。彼の息子のベルトルト（1344年没）は、1301年あるいは1311年にカステルンとルーヒェンシュタインの支配権を得ている。
ヘンマン（1421年没）は、1407年にベルンの城主となり、1414年からはシンツナッハの領主となった。
ハンス・フリードリヒ（1491年没）は、バーバラ・フォン・シャルナッハタールとの結婚によってブランディス城下の領主となり、ここからベルンの傍系が生まれた。
家系の記録を残したベルトルト・フォン・ミューリネンによれば、神聖ローマ皇帝ルドルフ1世との間に非嫡出子アルブレヒト・フォン・レーヴェンシュタイン（1304年没、ドイツ語）を設けた「アールガウ出身のアイーダ」とは、アイーダ・フォン・ミューリネンのことであるとしている

## ミューリネン家の著名人

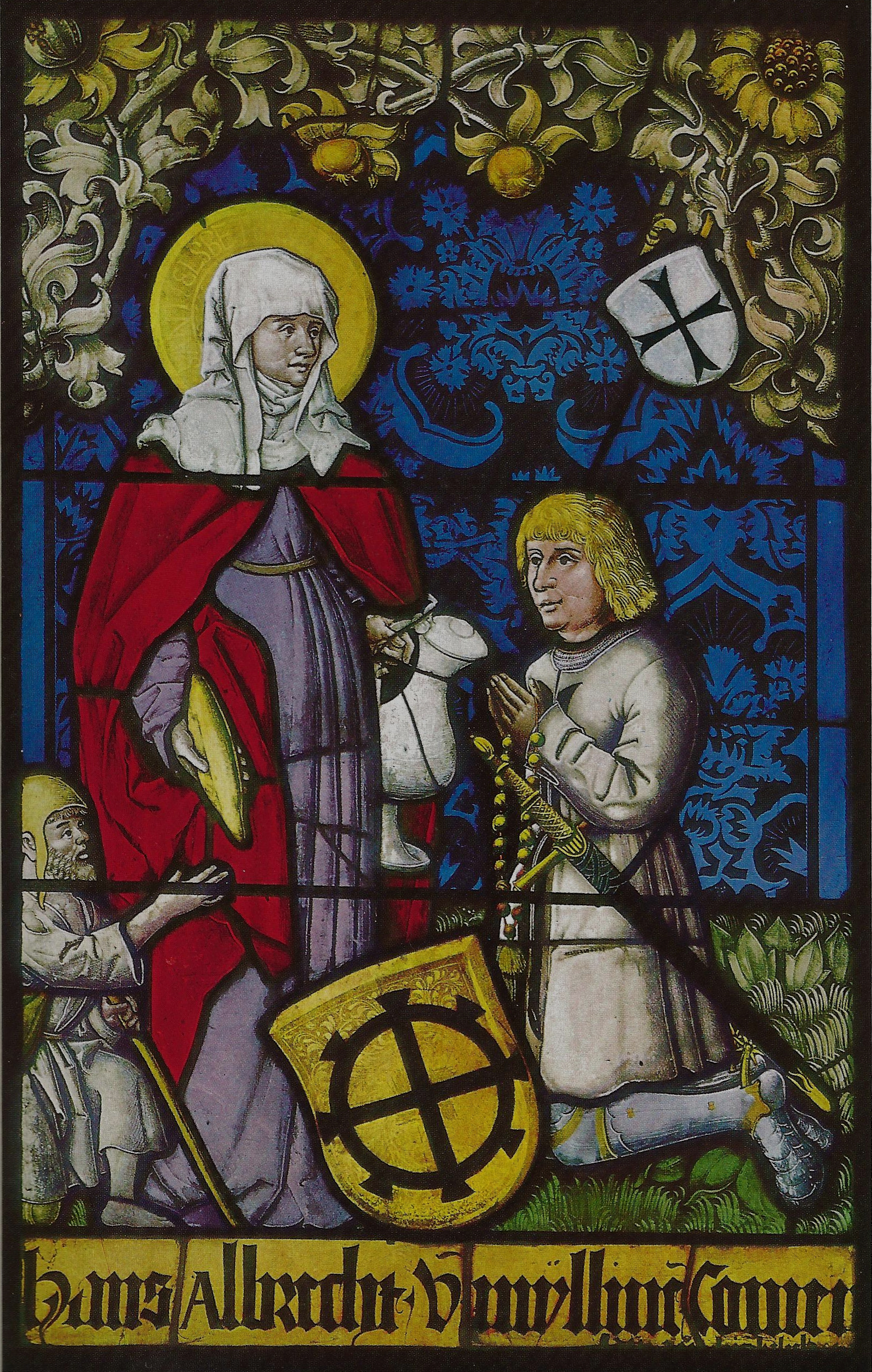
ハンス・アルブレヒトのステンドグラス

- カスパー・フォン・ミューリネン（Kaspar von Mülinen、1481 – 1538)、スイスの貴族、政治家。
- ベアト・ルートヴィク・フォン・ミューリネン（Beat Ludwig von Mülinen、1521 – 1597）、ベルン首長。
- フリードリヒ・フォン・ミューリネン（Friedrich von Mülinen、1706 – 1769）、スイスの政治家。
- アルブレヒト・フォン・ミューリネン（Albrecht von Mülinen、1732 – 1807）、ベルン首長。
- ニクラウス・フリードリヒ・フォン・ミューリネン（Niklaus Friedrich von Mülinen、1760 – 1833）、ベルン首長。
- ヴォルフガンク・フリードリヒ・フォン・ミューリネン（Wolfgang Friedrich von Mülinen、1863 – 1917）、歴史家。
- ヘレネ・フォン・ミューリネン（Helene von Mülinen、1850 – 1924）、女性人権活動家。
- エクベルト・フリードリヒ・フォン・ミューリネン（Egbert Friedrich von Mülinen、1817 – 1887）、スイスの歴史家。
- エバーハルト・フリードリヒ・グラフ・フォン・ミューリネン（Eberhardt Friedrich Graf von Mülinen、1861 – 1927）、東洋学者、ドイツの外交官[3]。
- アリス・フォン・ミューリネン（Alice von Mülinen、1868 – 1952）、詩人。
- ベアトリクス・フォン・シュタイガー（Beatrix von Steiger、1889 – 1974）、アーティスト。
- フレデリック・デ・ミューリネン（Frédéric de Mulinen）、人権活動家。

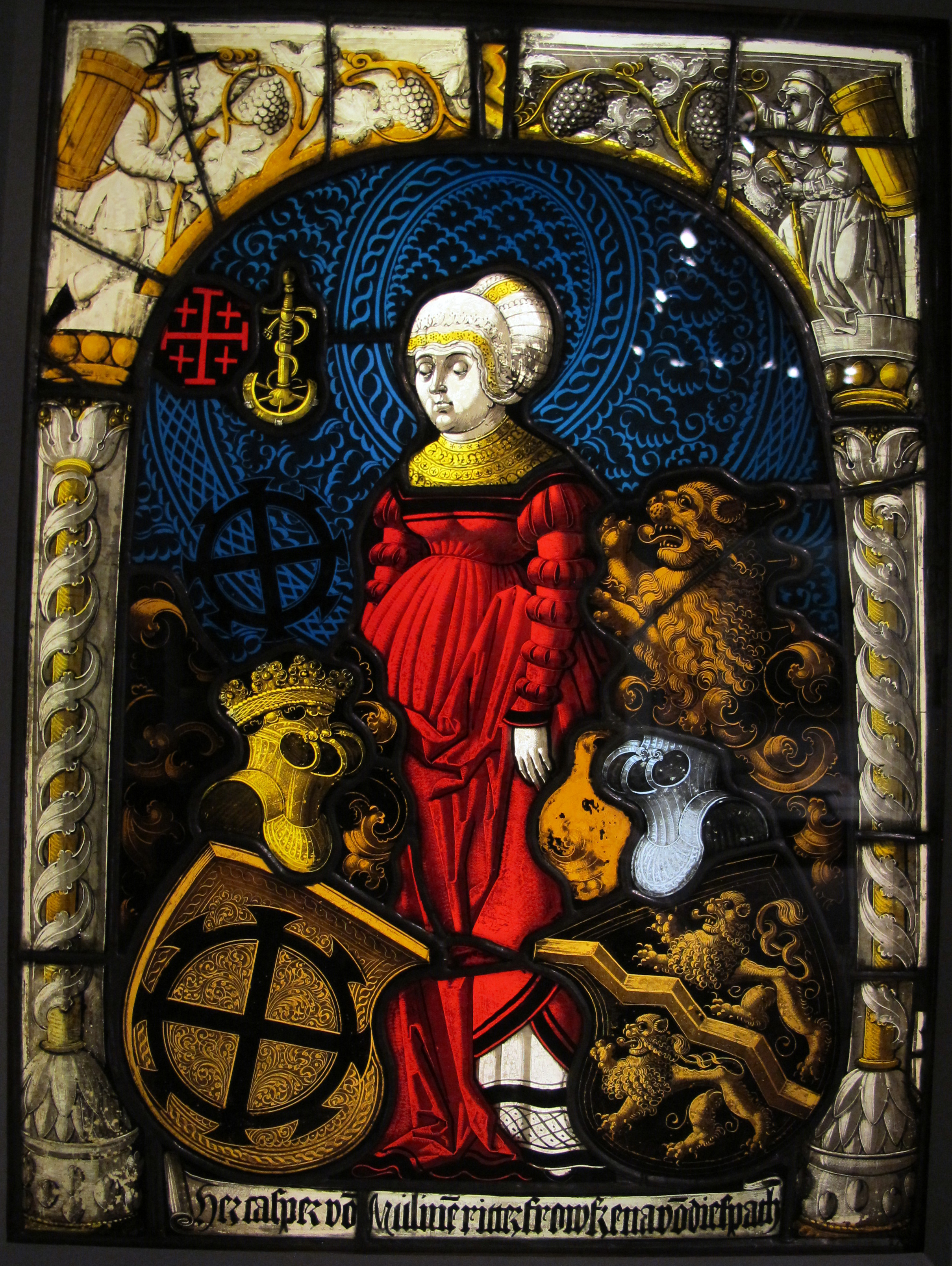
カスパー
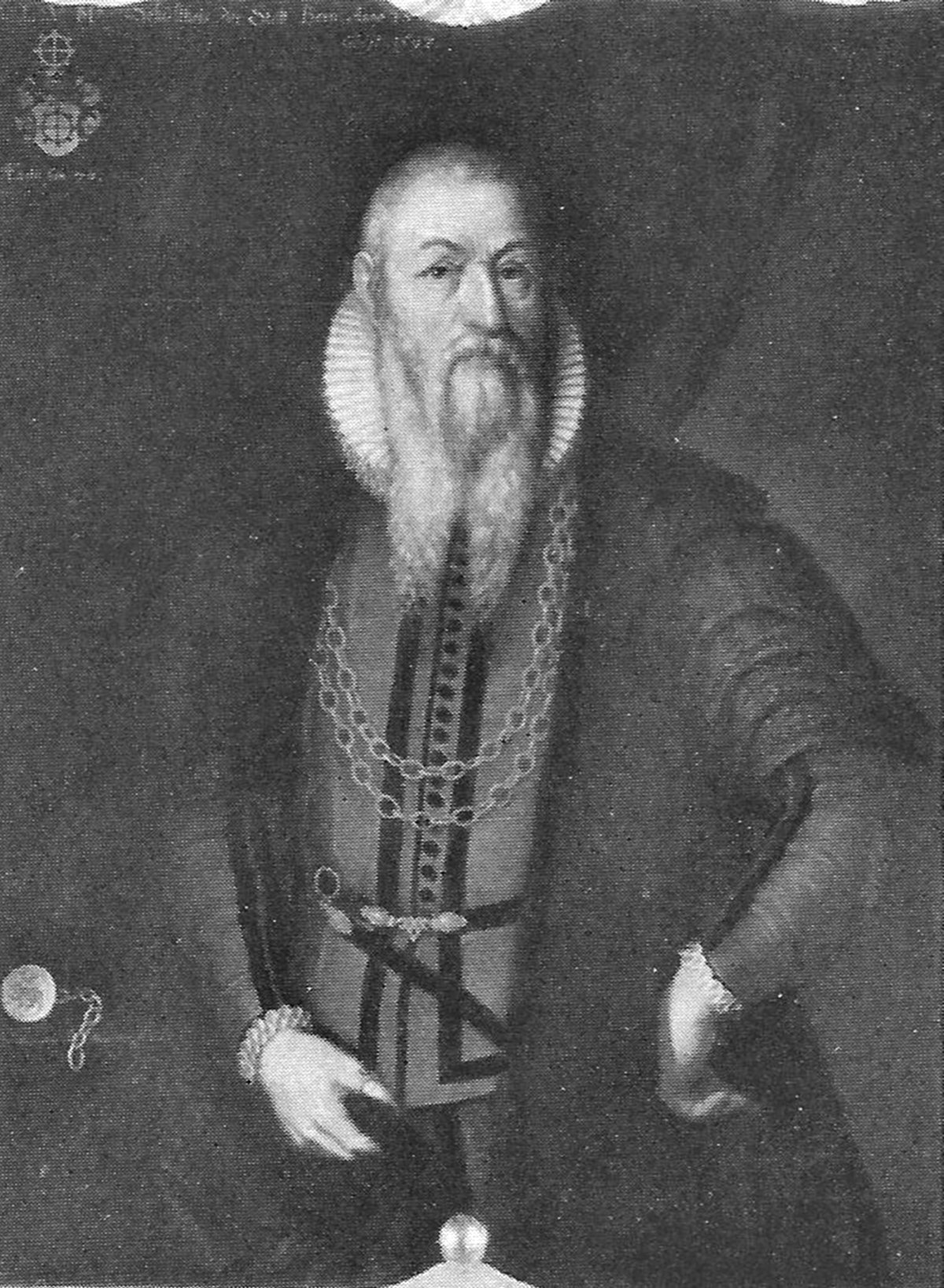
ベアト・ルートヴィク
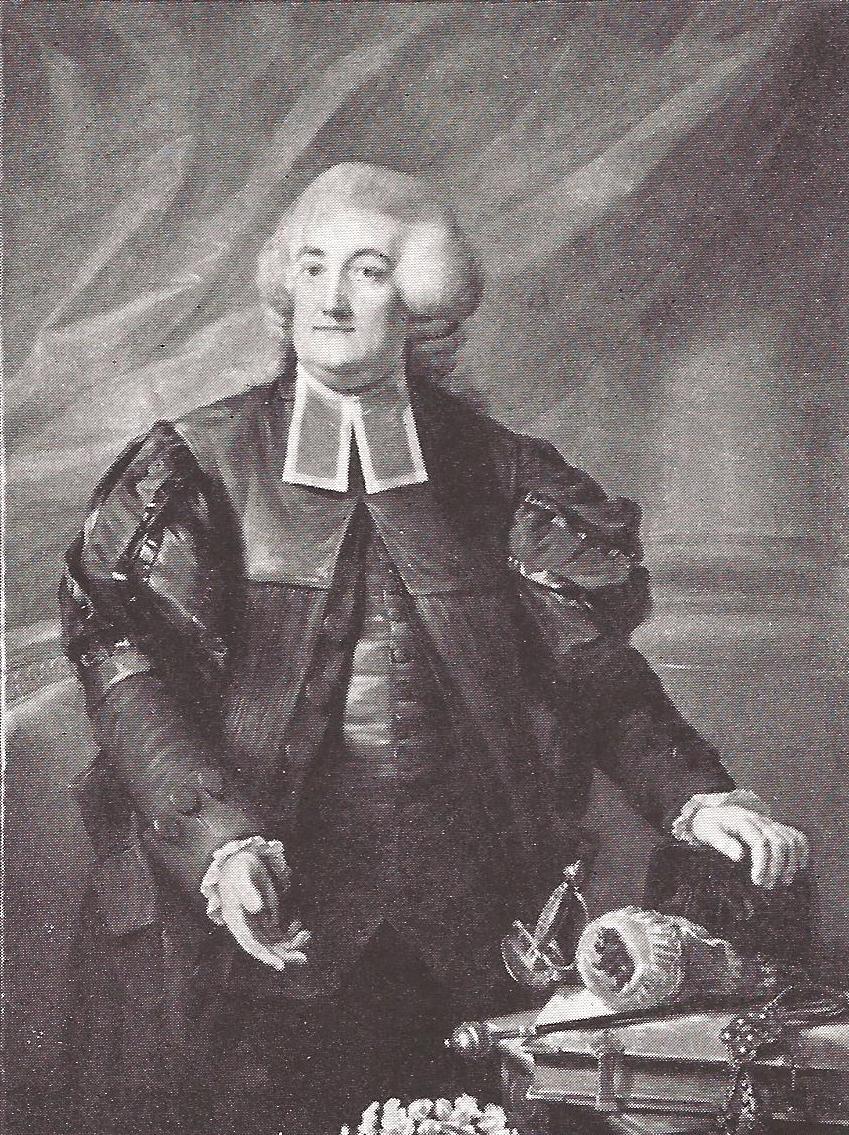
アルブレヒト
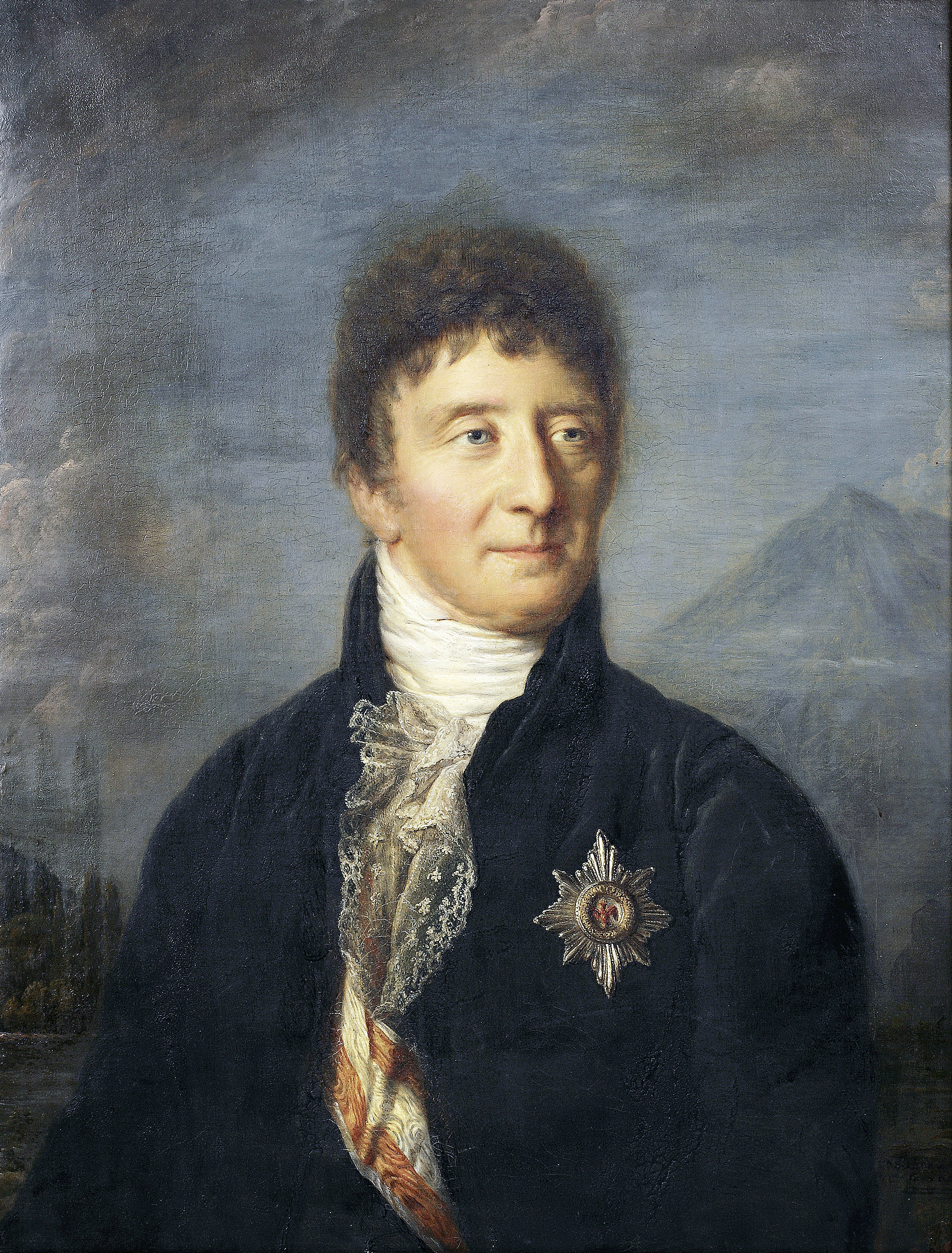
ニクラウス・フリードリヒ
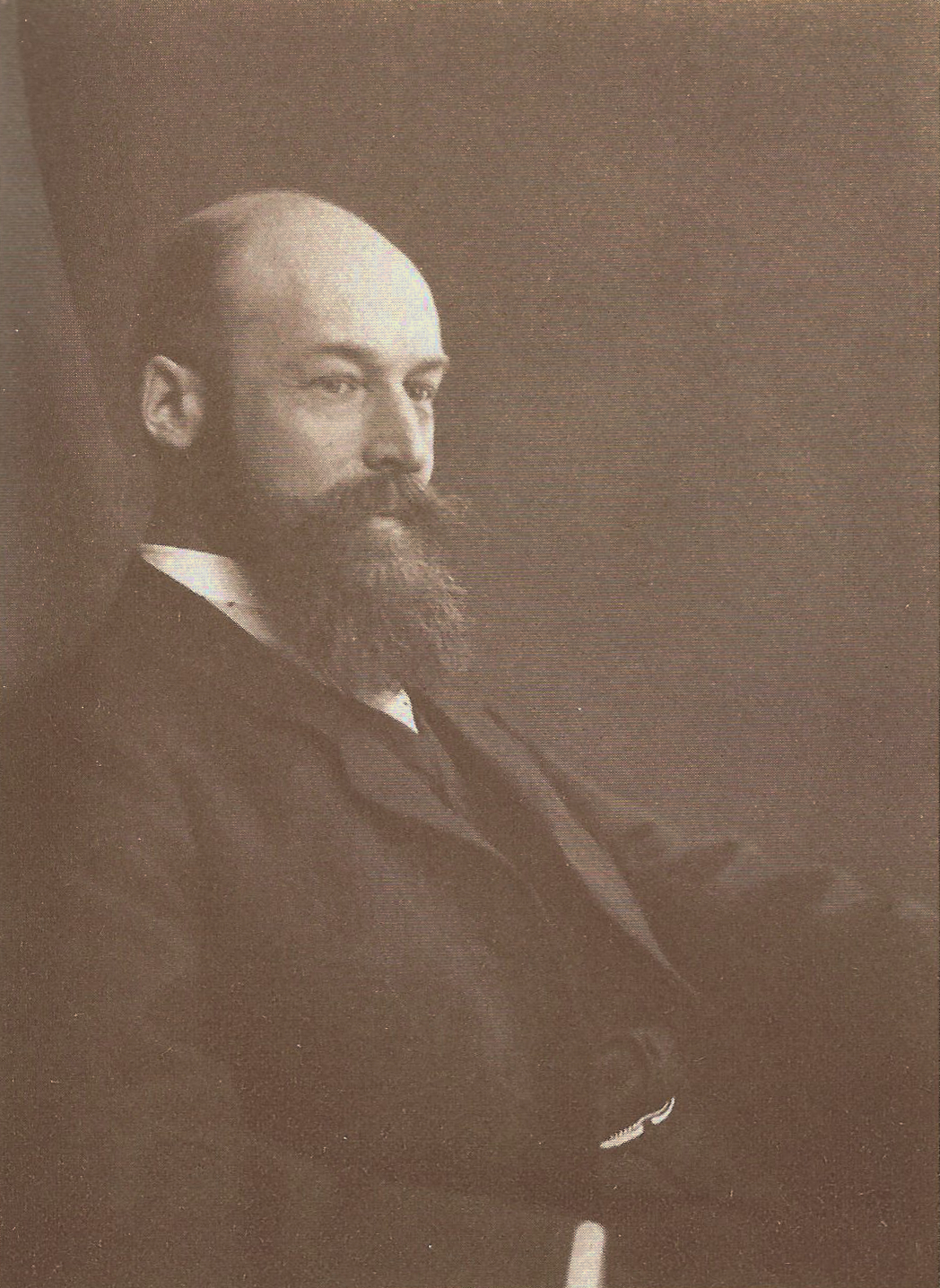
ヴォルフガンク・フリードリヒ
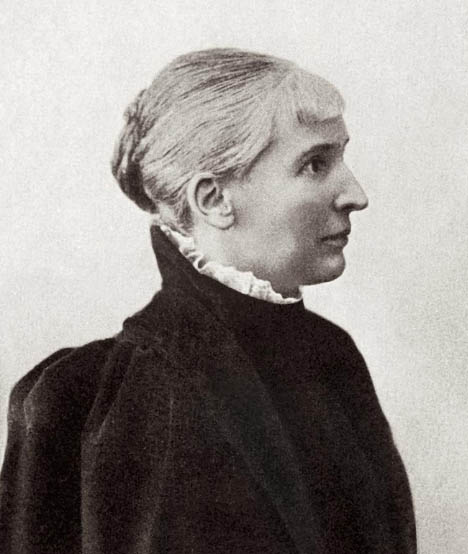
ヘレネ